# Parafia św. Antoniego z Padwy w Grabównie
Parafia św. Antoniego z Padwy w Grabównie – parafia rzymskokatolicka w dekanacie Wysoka w diecezji bydgoskiej.
Została erygowana 25 maja 1974.
Na obszarze parafii leżą miejscowości: Grabówno, Mościska, Okaliniec i Solnówek.